# حسنیون
حسنیون نام شرفای علویون از فرزندان حسن بن علی هستند که در مراکش موفق به تشکیل حکومت شدند. آنان از نسل محمدبن‌عبداللّه، نفس زکیه بودند. آنان در قرون دهم و یازدهم در مراکش و صحرای غربی تشکیل حکومت داده و در تاریخ آن منطقه نقش مهمی ایفا کردند.